# Saint-Génis-des-Fontaines
Saint-Génis-des-Fontaines è un comune francese di 2 834 abitanti situato nel dipartimento dei Pirenei Orientali nella regione dell'Occitania.

## Monumenti e luoghi d'interesse
Vi si trova l'omonima abbazia, fondata nel IX secolo. La chiesa abbaziale fu ampliata nel XII secolo, e vi fu aggiunto un chiostro nel XIII secolo.

## Società

### Evoluzione demografica
Abitanti censiti